# Paspalum tumidum
Paspalum tumidum là một loài thực vật có hoa trong họ Hòa thảo. Loài này được Kuhlm. mô tả khoa học đầu tiên năm 1925.